# 萨米议会 (挪威)
萨米议会（挪威語：Sametinget）是挪威萨米人的代议机构，负责本国萨米人的文化自治事务。萨米议会成立于1989年10月9日，设在卡拉绍克。萨米议会有39名议员。每届议会任期4年。现任议会主席是挪威萨米协会的Aili Keskitalo，全会主席是工党的Jørn Are Gaski。